# Zaue
Zaue (niedersorbisch Cowje) ist ein zum Ortsteil Ressen-Zaue gehörender Gemeindeteil der Gemeinde Schwielochsee im Landkreis Dahme-Spreewald in Brandenburg. Bis zum 26. Oktober 2003 war Zaue ein Ortsteil der Gemeinde Ressen-Zaue.

## Lage
Zaue liegt in der Niederlausitz, rund 15 Kilometer nordwestlich von Lieberose und etwa 27 Kilometer nordöstlich der Stadt Lübben. Umliegende Ortschaften sind der zur Gemeinde Tauche im Landkreis Oder-Spree gehörende Gemeindeteil Sawall im Norden, der Friedlander Ortsteil Pieskow im Nordosten, Speichrow im Osten, Jessern und Goyatz im Süden, Ressen im Südwesten sowie der wiederum zu Tauche gehörende Ortsteil Mittweide im Nordwesten.
Zaue befindet sich am Westufer des Schwielochsees. Das Dorf liegt an einer Gemeindestraße und ist rund anderthalb Kilometer von der Landesstraße 442 entfernt.

## Geschichte
Zaue wurde erstmals im Jahr 1346 als „Czaw“ urkundlich erwähnt. Der Ortsname stammt aus der sorbischen Sprache und bedeutet „Ort, wo es Eulen gibt“. Ab 1529 gehörte Zaue bis 1849 zur Standesherrschaft Lieberose und war im Besitz derer von Schulenburg. Der Ort liegt im historischen Siedlungsgebiet der Sorben.
Nach dem Wiener Kongress kam Zaue als Teil der Niederlausitz an das Königreich Preußen. Dort lag der Ort im Landkreis Lübben im Regierungsbezirk Frankfurt. Am 25. Juli 1952 wurde die Gemeinde dem neu gebildeten Kreis Lübben im Bezirk Cottbus zugeordnet. Zum 15. Dezember 1966 schloss sich Zaue mit dem Nachbarort Ressen zu der neuen Gemeinde Ressen-Zaue zusammen. Nach der Wende lag diese Gemeinde im Landkreis Lübben in Brandenburg. Am 1. Oktober 1992 schloss sich Ressen-Zaue dem Amt Lieberose an. Nach der brandenburgischen Kreisreform vom 6. Dezember 1993 kam die Gemeinde schließlich zum neu gebildeten Landkreis Dahme-Spreewald. Am 26. Oktober 2003 wurde Ressen-Zaue zusammen mit den Gemeinden Goyatz, Jessern, Lamsfeld-Groß Liebitz, Mochow und Speichrow zu der neuen Gemeinde Schwielochsee zusammengeschlossen.

## Bevölkerungsentwicklung
| Einwohnerentwicklung in Zaue von 1875 bis 1964 | Einwohnerentwicklung in Zaue von 1875 bis 1964 | Einwohnerentwicklung in Zaue von 1875 bis 1964 | Einwohnerentwicklung in Zaue von 1875 bis 1964 | Einwohnerentwicklung in Zaue von 1875 bis 1964 | Einwohnerentwicklung in Zaue von 1875 bis 1964 |
| Jahr                                           | Einwohner                                      | Jahr                                           | Einwohner                                      | Jahr                                           | Einwohner                                      |
| ---------------------------------------------- | ---------------------------------------------- | ---------------------------------------------- | ---------------------------------------------- | ---------------------------------------------- | ---------------------------------------------- |
| 1875                                           | 259                                            | 1925                                           | 220                                            | 1946                                           | 259                                            |
| 1890                                           | 260                                            | 1933                                           | 212                                            | 1950                                           | 248                                            |
| 1910                                           | 213                                            | 1939                                           | 186                                            | 1964                                           | 164                                            |

## Kultur und Sehenswürdigkeiten
- Die Dorfkirche Zaue ist eine spätromanische Feldsteinkirche mit einer umfassenden barocken Ausstattung, darunter ein Taufengel, den Tobias Mathias Beyermann im Jahr 1720 schuf.